# Krokowa (gromada)
Krokowa – dawna gromada, czyli najmniejsza jednostka podziału terytorialnego Polskiej Rzeczypospolitej Ludowej w latach 1954–1972.
Gromady, z gromadzkimi radami narodowymi (GRN) jako organami władzy najniższego stopnia na wsi, funkcjonowały od reformy reorganizującej administrację wiejską przeprowadzonej jesienią 1954 do momentu ich zniesienia z dniem 1 stycznia 1973, tym samym wypierając organizację gminną w latach 1954–1972.
Gromadę Krokowa z siedzibą GRN w Krokowej utworzono – jako jedną z 8759 gromad na obszarze Polski – w powiecie wejherowskim w woj. gdańskim na mocy uchwały nr 26/III/54 WRN w Gdańsku z dnia 5 października 1954. W skład jednostki weszły obszary dotychczasowych gromad Krokowa, Jeldzino, Goszczyno, Minkowice, Sławoszyno i Sulicice ze zniesionej gminy Krokowa w tymże powiecie. 
13 listopada 1954 (z mocą obowiązującą od 1 października 1954) gromada weszła w skład nowo utworzonego powiatu puckiego w tymże województwie, gdzie ustalono dla niej 23 członków gromadzkiej rady narodowej.
1 stycznia 1960 do gromady Krokowa włączono obszar zniesionej gromady Żarnowiec oraz miejscowości Karwieńskie Błoto I i Karwieńskie Błoto II ze znoszonej gromady Karwia w tymże powiecie.
1 stycznia 1962 do gromady Krokowa włączono obszar zniesionej gromady Karlikowo w tymże powiecie.
Gromada przetrwała do końca 1972 roku, czyli do kolejnej reformy gminnej. 1 stycznia 1973 – tym razem w powiecie puckim – reaktywowano zniesioną w 1954 roku gminę Krokowa.